# クドキ

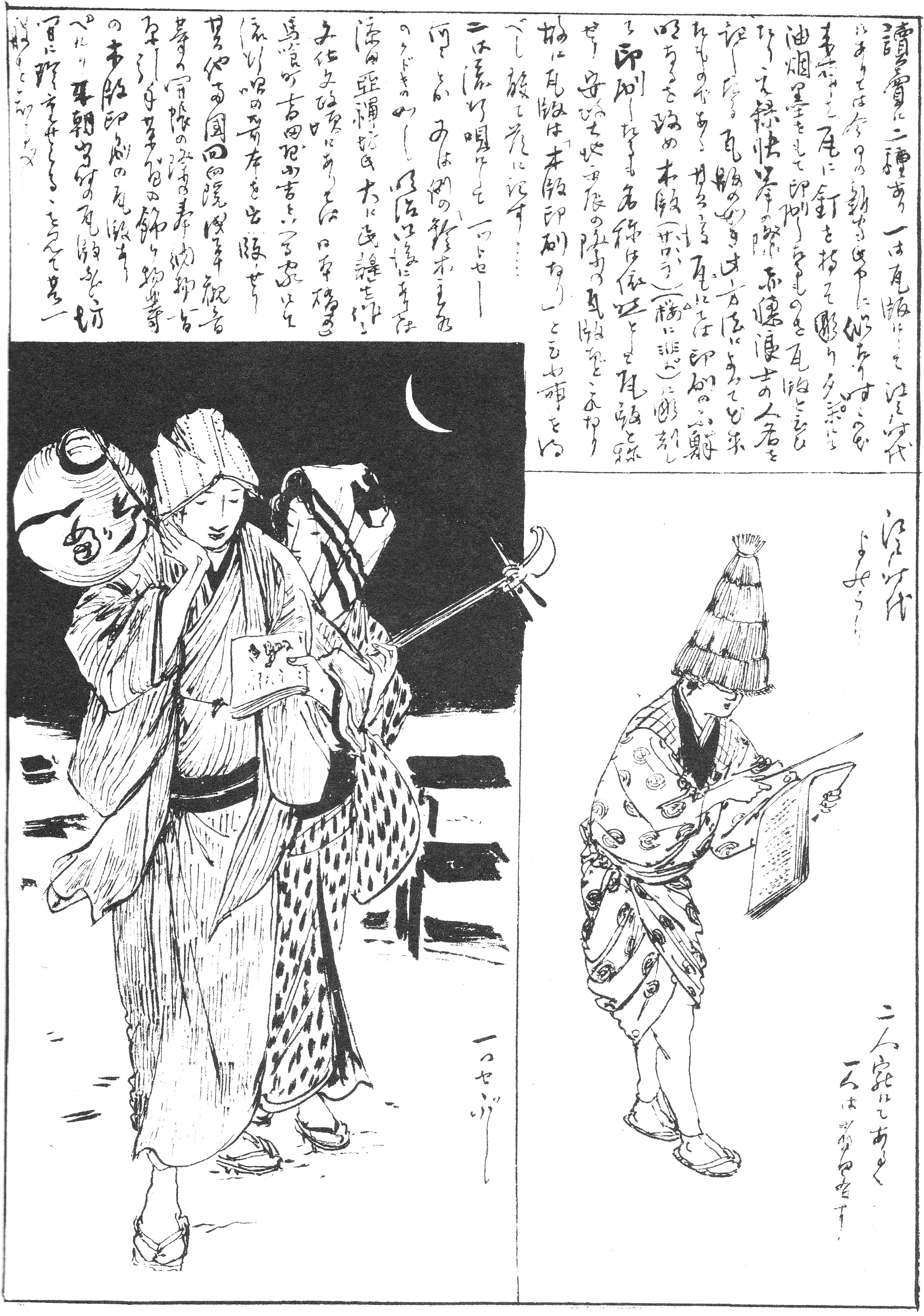
瓦版を売る読売の姿。後に明治初年頃より、新聞が売り出されるようになると淘汰されていった。

クドキ（くどき）は、浄瑠璃や歌舞伎のクライマックスで俳優と浄瑠璃とで演じる個所。「口説き」ともいう。元来は平曲や謡曲あるいは説経節で登場人物の悲しみを歌う演出であったものが、近世以降各種の口承文芸の演出も加わり多様化した。

## 概要
口説く＝「繰り返し説く」という動詞が名詞化したもので、元来、平曲や謡曲で登場人物の悲しみを歌う演出であったものが、近世になり祭文、歌念仏、説教などの口承文芸の演出も加わり、浄瑠璃では抒情的な詞と旋律からなる「クドキ」として完成された。浄瑠璃の歌舞伎狂言化にともない、舞踊の要素なども加わって多様化した。また、「クドキ」は新内、長唄、常磐津などの他の音曲や各地の民謡にも波及していった。

## 平曲・謡曲におけるクドキ
平曲で、素声（しらごえ）に近い単純な旋律をもつ曲節、また、それによって演奏される部分を「クドキ」と称する。
謡曲では、拍子に合わない語りの部分を「クドキ」と称し、多くの場合、慕情や傷心などの心情が吐露される。

## 説経節におけるクドキ
古説経（初期の説経節）のテキストにおける節譜として、「コトバ（詞）」「フシ（節）」「クドキ（口説）」「フシクドキ」「ツメ（詰）」「フシツメ」の6種が確認されている。説経節は基本的に「コトバ」「フシ」を交互に語ることで物語を進行させていったものと考えられるが、「コトバ」は日常会話に比較的近い言葉であっさりとした語り、「フシ」は説経独特の節回しで情緒的に、歌うように語ったものと考えられる。これに対し、「クドキ」は沈んだ調子で哀切の感情を込めて語り、「フシクドキ」はそれに節を付けたものと考えられ、節譜への登場はわずかであるが、そこでは「いたはしや」「あらいたはしや」の語が語られるのを大きな特徴としていた。

## 人形浄瑠璃・歌舞伎におけるクドキ
中世の芸能において悲哀を歌う演出であった「クドキ」は、浄瑠璃では抒情的な詞と旋律からなるものとして完成され、悲嘆・恋慕・恨みなどの心情を切々と訴えるようになり、劇中最大の聞かせどころとなった。浄瑠璃が歌舞伎狂言化されると、俳優と床の竹本との共演によって構成されることで、より印象強いクライマックスが演出され、浄瑠璃と台詞との技巧的な掛け合いや舞踊の要素も加わって多様化していった。
なかでも、『絵本太功記・十段目』、『近頃河原建引・堀川』、『艶容女舞衣・酒屋』、『伽羅先代萩・御殿の段』などにおけるクドキが著名である。

## 長唄におけるクドキ
長唄における「クドキ」は、楽曲のなかで詠嘆的な心情表現をする構成単位である。

## 口説き歌／江州音頭におけるクドキ
口説き歌とは、民謡などで、長編の叙事歌謡を同じ旋律の繰り返しにのせて歌われるものであり、盆踊りに歌う「踊り口説き」、木遣に歌う木遣り口説きなどがある。なお、口説き歌が江戸時代に日本から琉球王国（沖縄県）に伝わったものを「クドキ」または「クドゥチ」といい、多くは舞踊をともなう。
江州音頭は棚音頭と座敷音頭（敷座）の2種類があるが、独立した舞台芸として演じられることもあり、そのときは「クドキ」と称される。

## 口説き節
クドキから生じた俗曲の1ジャンルが口説き節であり、市井の情話などを長編の歌物語にしたものである。瞽女などが歌って江戸時代後期に流行した。すなわち、瞽女の歌う瞽女唄のレパートリーに「くどき（口説き節）」があり、これは浄瑠璃から影響を受けた語りもの音楽であるが、義太夫節よりも歌謡風になっている。主な演目に『鈴木主水』や『八百屋お七』などがある。